# Nunczako
Nunczako (jap. ヌンチャク nunchaku) – rodzaj broni obuchowej w formie dwóch pałek połączonych ze sobą za pomocą łańcucha lub linki (dziś nylonowej, dawniej wykonanej z włosów z końskiego ogona). Istnieje błędna teoria, iż broń powstała ze zwykłego cepa, którym młócono ryż, lecz żaden z wielkich mistrzów kobudō w Japonii (IOKA) jej nie potwierdza. Według najbardziej prawdopodobnej wersji, którą akceptuje International Okinawa Kobudo Association, nunczako pochodzi z mocowania trzymającego okinawskie konie (muge), albo zostało skopiowane z chińskiej broni, przywiezionej przez chińskich imigrantów, co z kolei potwierdzają tacy mistrzowie jak Miyagi i Ikeda.

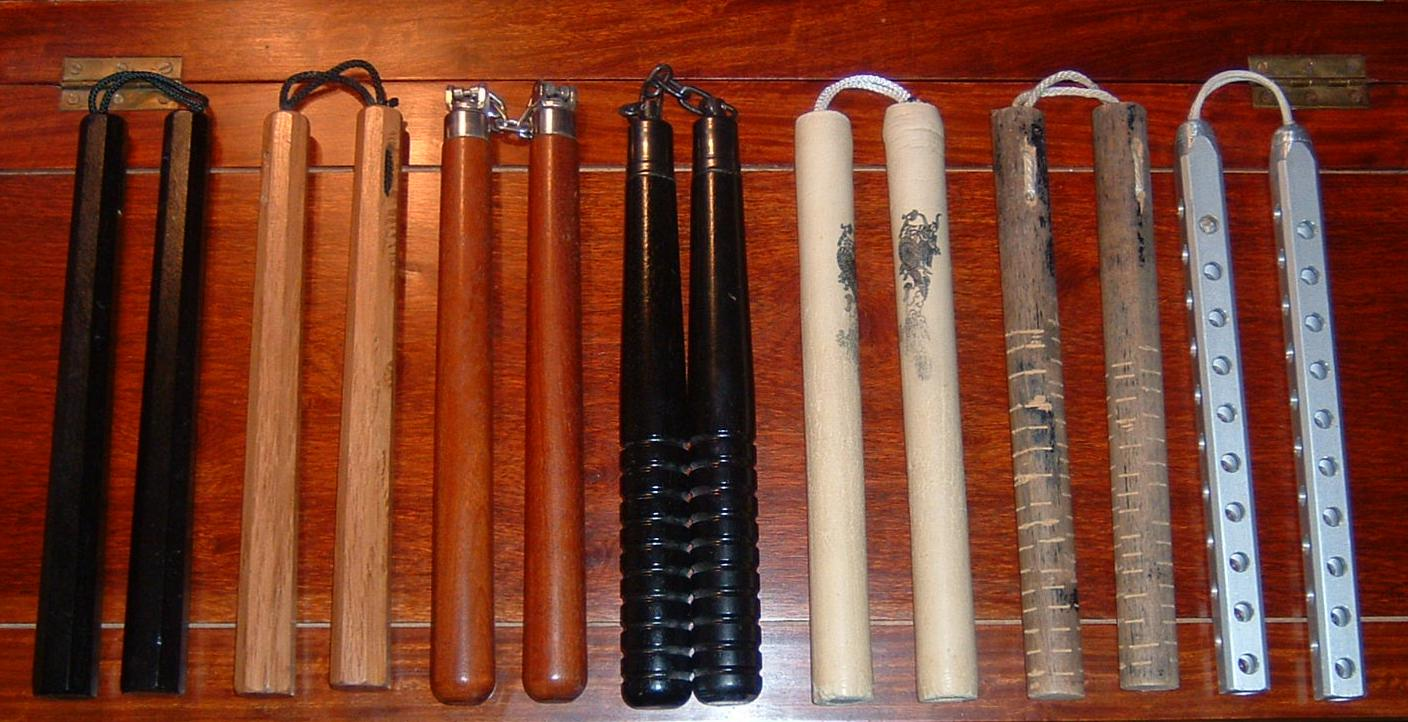
Nunczako

Odmianą nunczako jest trójczłonowy sansetsukon.

## Historia
Podczas okupacji Okinawy noszenie broni przez mieszkańców było zabronione. W związku z tym pozostało im tylko do obrony własne ciało i narzędzia stosowane do pracy w polu. Doprowadziło to do intensywnego rozwoju karate i kobudō. Okinawa nigdy nie była bogatym krajem i na początku okupacji japońskiej, w XVII wieku, stała się wręcz uboga. Wieśniacy pracowali od świtu do zmierzchu, aby zapewnić sobie pożywienie, i nie mieli czasu i siły, aby praktykować sztuki walki, a tym bardziej, aby opracować spójny system walki.
Okinawskie systemy walki opracowała szlachta. Arystokraci okinawscy (kazoku) praktykowali sztuki walki głównie jako sposób spędzania czasu, ale dla służącej szlachty shizoku wiedza o sztukach walki była koniecznością, gdyż wielu z nich służyło rządowi w armii, policji lub jako poborcy podatków. Patrząc na rozwój historyczny któregokolwiek stylu okinawskiego karate lub kobudō, można poznać, że założycielem stylu był ktoś ze szlacheckiej rodziny.
Po latach okupacji japońskiej szlachta shizoku popadła w niełaskę króla z powodu braku funduszy. Została ona zdegradowana do poziomu zwykłych obywateli. Wielu wieśniaków nie było zachwyconych poznaniem nowych sąsiadów (a dawnych prześladowców) i starali się wyrzucać gości z wioski, co kończyło się walkami. Wzrosła również liczba złodziei, gdyż żywność była droga. W rezultacie tych zdarzeń szlachta musiała sobie przypomnieć sztuki walki. Szlachetni upodobali sobie walkę mieczami, aniżeli gołymi rękoma, ale również zostali pozbawieni przywileju noszenia broni. Uzbrajali się we wszystko, co znajdowali pod ręką.
Nunczako nie było popularną bronią na Okinawie. Świadczy o tym brak znanego dziś, tradycyjnego, okinawskiego kata z użyciem nunczako, a znane jest około dwóch tuzinów tradycyjnych kata z kijem.
Brak popularności nunczako wynika prawdopodobnie z małej efektywności tej broni, jeżeli przeciwnik jest uzbrojony w kij lub inną broń o większym zasięgu. W Okinawie stosowana była jako narzędzie do ochrony przed napastnikami.

## Budowa
Nunczako składa się z dwóch pałek i mocowania. Standardowe wymiary nunczako wynoszą:
- długość pałki: ok. 30 cm (od 25 cm do 35 cm);
- długość mocowania: ok. 14 cm (od 12 cm do 16 cm);
- średnica pałki: ok. 28 mm (od 25 mm do 34 mm).

Części nunczako można również podzielić na:
- linkę (himo) lub łańcuch (kusari);
- górny koniec (konto);
- dziurę (ana);
- powierzchnię górną (jokon-bu);
- powierzchnię środkową (chukon-bu);
- powierzchnię dolną (kikon-bu);
- dolny koniec (kontei).

Pałki od nunczako mogą mieć kształt okrągły lub ośmiokątny, a mocowaniem może być linka lub łańcuch. Istnieją również pałki stożkowe (średnica przy zakończeniu jest większa niż przy mocowaniu). Inną podgrupę tych pałek stanowią pałki trapezowe – ich cechą charakterystyczną jest to, że średnica rośnie ku końcowi pałki. Dzięki temu zabiegowi trenuje się dużo przyjemniej.
Generalnie możemy dokonać podziału pozostałych pałek na:
- każda pałka składana z osobna;
- obie pałki składane w jedną;
- obie pałki składane w jedną, tworzą one wtedy tonfę;
- pałki silikonowe;
- pałki treningowe.

## Trening
Żeby nunczako było naprawdę skuteczne w walce, potrzebne są lata treningów. Bardzo trudno posługiwać się tą bronią tak, aby samemu nie zrobić sobie krzywdy. Trening można podzielić na dwa zasadnicze kierunki:
- Free style – kierunek treningu nastawiony jest na efektowne i szybkie ruchy, które nie mają zastosowania w walce i służą celom pokazowym. Wykonuje się głównie odbicia, przełożenia, kołowrotki i podrzuty. Dla lepszej kontroli stosuje się uchwyt krótki – trzyma się za jedną z pałek po stronie łańcucha/linki. Nunczako przeznaczone do tego stylu jest lżejsze w celu uzyskania większej prędkości. Najczęściej używa się pustych w środku pałek aluminiowych lub pełnych, wykonanych z lekkiego drewna.
- Combat  – pierwotny kierunek treningu, przygotowujący do użycia nunczako do walki. Wykonuje się głównie ciosy, przełożenia i bloki. Dla zwiększenia zasięgu wykorzystuje się chwyt długi, łapiąc za wolny koniec jednej z pałek. Nunczako przeznaczone do tego typu treningu jest cięższe.

Współcześnie sztukę walki nunczako ćwiczy się w ramach treningu uzupełniającego w karate oraz jako jedno z podstawowych narzędzi kobudō.

## Sytuacja prawna w Polsce
Ustawa o broni i amunicji z 21 maja 1999 r. w art. 4 ust. 1 pkt 4 lit. a zalicza nunczako do narzędzi i urządzeń, których używanie może zagrażać życiu lub zdrowiu. Wg art. 9 ust. 3 nunczako można posiadać na podstawie pozwolenia na broń wydanego przez właściwego ze względu na miejsce stałego pobytu zainteresowanej osoby lub siedzibę zainteresowanego podmiotu komendanta powiatowego Policji, a w przypadku żołnierzy zawodowych – na podstawie pozwolenia wydanego przez właściwego komendanta oddziału Żandarmerii Wojskowej.

## W kulturze masowej
Nunczaku zaistniało w kulturze masowej świata Zachodu za sprawą filmów sztuk walki, popularnych zwłaszcza w II połowie XX wieku. Mistrzowski popis władania tą bronią zaprezentował Bruce Lee w filmie Wejście smoka. Bronią tą posługuje się również jeden z Wojowniczych Żółwi Ninja, bohaterów komiksów i filmów animowanych – Michelangelo.